# Epepeotes plorator
Epepeotes plorator es una especie de escarabajo longicornio del género Epepeotes, subfamilia Lamiinae. Fue descrita científicamente por Newman en 1842.
Se distribuye por Filipinas. Mide 18-24 milímetros de longitud.